# Kształtowanie środowiska
Kształtowanie środowiska – świadome i planowe zmiany w środowisku przyrodniczym, zmierzające do gospodarczego wykorzystania ekosystemów (dla celów np. rolniczych, turystycznych itd.) lub przywracanie ekologicznej funkcji ekosystemów i krajobrazów (renaturyzacja, renaturalizacja). Kształtowanie środowiska może być także zdefiniowane jako celowe i świadome oddziaływanie na środowisko przyrodnicze w celu nadania mu cech korzystnych z punktu widzenia człowieka oraz w celu zwiększenia pojemności środowiska.
W ramach kształtowania środowiska mogą być wykonywane:
- Zalesianie i zadrzewianie
- Karczowanie i odkrzaczanie
- Nawadnianie
- Rekultywacja rolnicza i rekreacyjna
- Scalanie gruntów
- Dobór gatunków roślin i zwierząt w krajobrazach użytkowanych antropogenicznie (reintrodukcje, introdukcje itd.)
- Zakładanie pasów wiatrochronnych
- Melioracje wodno–klimatyczne
- Kształtowanie krajobrazu
- Fitomelioracje – rośliny wyciągają zasób wody lub odwrotnie przez system korzenny doprowadzana jest woda.